# 샌안토니오급 상륙수송선거함
샌안토니오급 상륙수송선거함(San Antonio Class Amphibious transport dock ship)은 미국 해군의 만재배수량 25,000톤급 상륙수송선거함이다.

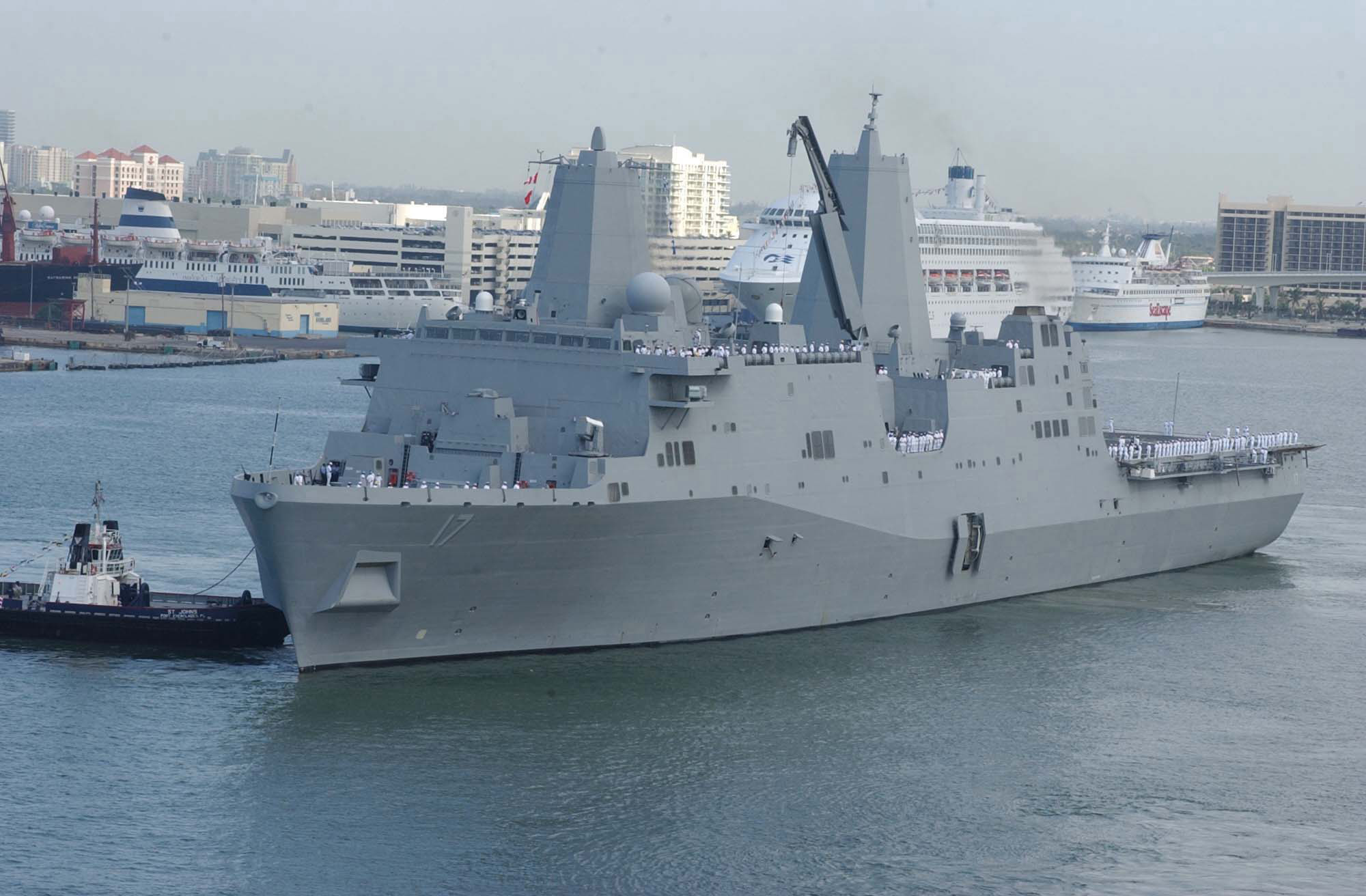
샌안토니오급 수송함의 모습이다.

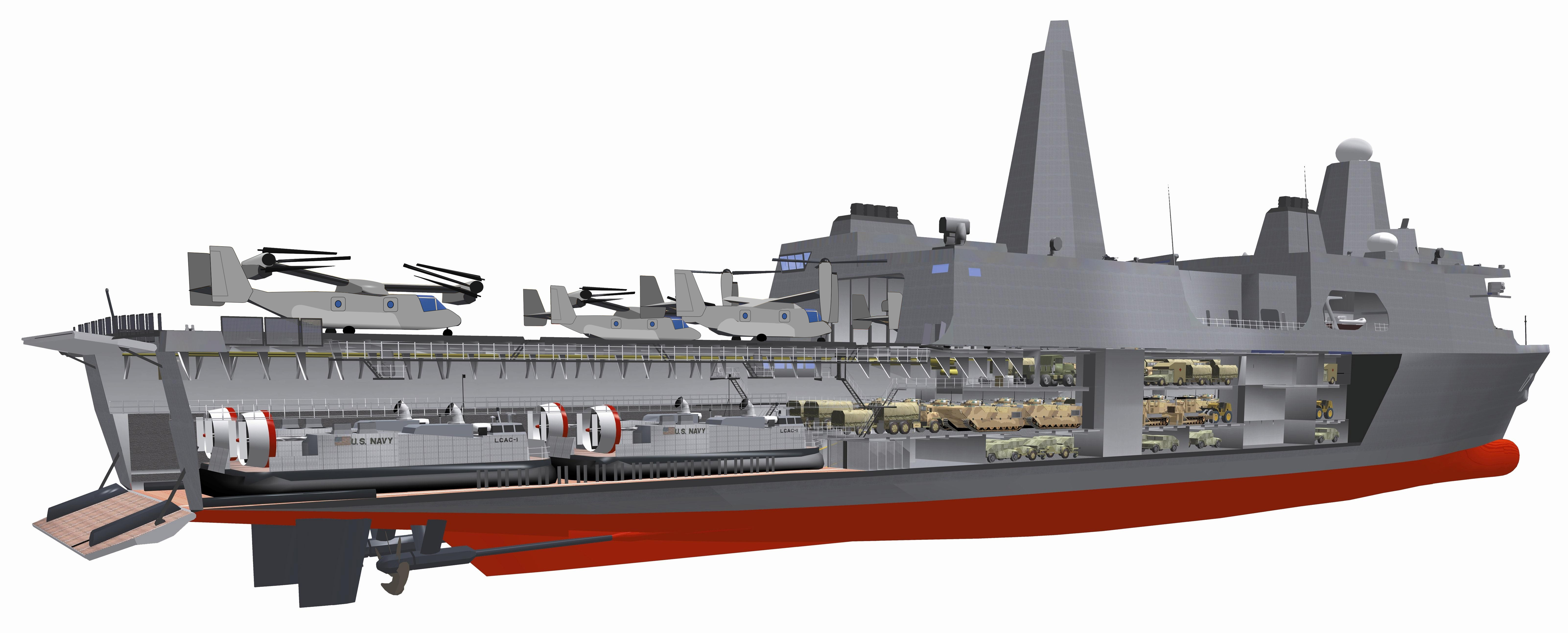
샌안토니오급의 내부 단면도

## 역사
샌 안토니오급 수송함은 21세기 미 해병대의 최고의 발 중 하나다. 10여척이 넘게 건조됐으며, 2016년 이후로도 계속해서 진수가 이루어질 것이다. 만재배수량이 2만 5,000톤으로 중국의 유자오급과 비슷하며, 일본의 오오스미급 수송함보다도 2배나 큰 것이다. LCAC 수륙양용정을 운반할 수 있어, 해병대와 기갑차량 수송작전에 있어 매우 중요한 함정이다. 

## 함급 목록
- USS 샌안토니오 (LPD-17)
- USS 뉴욕 (LPD-21)

## 함재기
- CH-46 시나이트
- MV-22 오스프리

## 탐지장비
- AN/SLQ-32 - 레이시온